# Kalojanovo (distrikt)
Kalojanovo (bulgariska: Калояново) är ett distrikt i Bulgarien.   Det ligger i kommunen Obsjtina Sliven och regionen Sliven, i den centrala delen av landet, 260 km öster om huvudstaden Sofia.
Trakten runt Kalojanovo består till största delen av jordbruksmark. Runt Kalojanovo är det ganska glesbefolkat, med 30 invånare per kvadratkilometer.